# Globanus integer
Globanus integer är en mångfotingart som först beskrevs av Karsch 1884.  Globanus integer ingår i släktet Globanus och familjen Spirostreptidae. Inga underarter finns listade i Catalogue of Life.